# Yimmi Álvarez
Yimmy Mark Álvarez Rodríguez (Santa Lucía, Canelones, 8 de mayo de 1976) es un árbitro profesional de fútbol uruguayo.
Comenzó su carrera arbitral en la Liga Mayor del Fútbol de San José con tan solo 16 años, actuando allí hasta 1996, cuando comenzó el curso de árbitro profesional dictado por la Asociación Uruguaya de Fútbol bajo la docencia de los Prof. José (chino) Da Rosa y Prof. Ernesto Filippi. En el año 2002 es ascendido a primera categoría con la edad de 25 anos, donde se mantuvo en forma ininterrumpida hasta su retiro de árbitro de central, obteniendo el récord de 22 años en la categoría de elite de su país.
Árbitro en innumerables encuentros a nivel nacional e internacional, retirándose a los 47 anos de edad, donde dirige
su último encuentro entre los equipos Argentinos Vélez Sarsfield (1) vs Belgrano (0) de Córdoba.
Pasa a integrar la categoría VAR homologada por FIFA, hasta la fecha.
Preside la Asociación Uruguaya de Árbitros de Fútbol desde el 2020, siendo reelecto en tres oportunidades, siendo
fundamental su participación para la unificación del arbitraje nacional

## Carrera
- 1998 - 4.ª. Categoría
- 1999 - 3.ª. Categoría
- 2001 - 2.ª. Categoría
- 2003 - 1.ª. Categoría